# Partido Conservador (Chile)
El Partido Conservador fue un partido político chileno, creado en 1857 a partir de la fractura del bando pelucón; y disuelto entre dos facciones —tradicionalista y social cristiana— en 1949, reunificado en 1953 siendo denominado Partido Conservador Unido hasta 1966. Tradicionalmente representaba los intereses de los terratenientes y por un tiempo prolongado defensor de los intereses e ideales de la Iglesia católica.

## Historia

### Fundación y República Liberal
Si bien de políticos conservadores (herederos del bando pelucón) establecido en 1836, el Partido Conservador fue creado oficialmente en 1857 por los conservadores que rehusaron formar parte del Partido Nacional y firmes opositores de los promotores de dicho partido, el presidente Montt y su ministro del Interior Varas. A diferencia de ellos eran partidarios de un acercamiento y mayor influencia de la Iglesia católica. Llegaron a un entendimiento con los liberales al formar la Fusión Liberal-Conservadora. Durante el gobierno de los liberales fueron partidarios de las llamadas cuestiones teológicas, que lo distinguía de los liberales por su oposición dichos temas que constituyeron la plataforma y programa político básico de los conservadores. Las cuestiones teológicas eran la defensa de los conservadores de un mayor rol de la Iglesia en la organización, apoyaban libertad de educación para oponerse al monopolio del Estado Docente y la oposición a las medidas laicas en la educación. Se opusieron a la creación de los cementerios civiles, el matrimonio civil, al término del fuero eclesiástico y a la separación de la Iglesia y el Estado.
En 24 de diciembre de 1878 se celebra la primera Convención del Partido Conservador. Con ello el conservadurismo se da una estructura partidaria formal. Generalmente los conservadores, como los radicales eran las únicas organizaciones políticas que lograban imponer la disciplina partidaria en sus diputados y senadores a diferencia de los liberales en los cuales no existía dicha tradición. 

El Liberalismo incrédulo no solamente ha ido perdiendo y derrochando el rico patrimonio de esta patria querida, sino que a puesto toda cerradura a las libertades. ¿Sabéis lo que ese liberalismo cesáreo nos ofrece en cambio? Enseñanza obligatoria o forzada, vacunación obligatoria o forzada, hasta cementerio laico obligatorio o forzado.- (Risas) -En ese sistema todo, señores, es forzado, hasta la forma en que han de reposar las cenizas de los muertos.- (aplausos)
Discurso pronunciado por don Abdón Cifuentes en la Primera Convención Conservadora. 24 de diciembre de 1878.

La intervención del ejecutivo bajo el partido monttvarista y luego por liberales no permitieron que su base electoral, las zonas rurales, se expresara plenamente. De ahí que fue crítico de las prácticas intervencionistas y las denunciaba tras cada elección.

### República Parlamentaria
Uno de los principales anhelos de los conservadores, tras la guerra civil de 1891, era la autonomía del gobierno local se alcanza con la dictación de ley de la comuna autónoma. Libres al fin de la intervención electoral del ejecutivo los conservadores asumen la lucha electoral con mayor fuerza. El electorado de los conservadores era muy fuerte en las zonas rurales (especialmente en las zonas que corresponderían a las actuales regiones de Valparaíso y de Los Lagos) debido a las relaciones latifundistas y las zonas urbanas entre los grupos católicos creyentes. Entre 1891 y 1925 fue el partido eje de la Coalición. Como todos los partidos participó en gabinetes ministeriales variopinto. Inspirado en la doctrina social católico participó en la ley de habitación obrero, pero no participó en otra legislación importante como la escolaridad obligatoria, derecho de negociación colectiva a los cuales se opuso. Defendió su tradicional plataforma antiliberal y radical y desconoció el problema de la cuestión social.
Aunque los conservadores sostuvieron el eje de la Coalición, también vivieron algunas divisiones internas. En la elección presidencial de 1906 el partido había resuelto apoyar al liberal Fernando Lazcano Echaurren, pero un grupo decidió apartarse para respaldar al candidato Pedro Montt de la Unión Liberal. Aquella facción se hizo conocida como "Partido Conservador Montana".
En la elección presidencial de 1920, el Partido Conservador se alió con un grupo de disidentes liberales para formar la coalición denominada Unión Nacional. Su candidato fue el liberal Luis Barros Borgoño, que compitió contra Arturo Alessandri Palma de la Alianza Liberal. La elección fue violenta y Barros Borgoño ganó en el voto popular pero Alessandri triunfó en los votos electorales. Finalmente, un tribunal especial declaró a Alessandri como el vencedor por solo un voto electoral. Al año siguiente, sin embargo, los conservadores ganaron el control del Congreso en las elecciones parlamentarias.
La ineficiencia del gobierno generó malestar en la ciudadanía y el Ejército. Finalmente, en 1924, el ejército se sublevó y Alessandri renunció. Una junta, liderada por Luis Altamirano, gobernó hasta 1925, cuando Carlos Ibáñez del Campo y Marmaduque Grove encabezaron un contragolpe que depuso a Altamirano y restituyó a Alessandri. Los partidos políticos tradicionales, incluyendo a los conservadores, no participaron de ninguno de estos golpes. Alessandri renunció una vez más en 1925 debido al excesivo poder que recaía sobre Ibáñez.

### República Presidencial

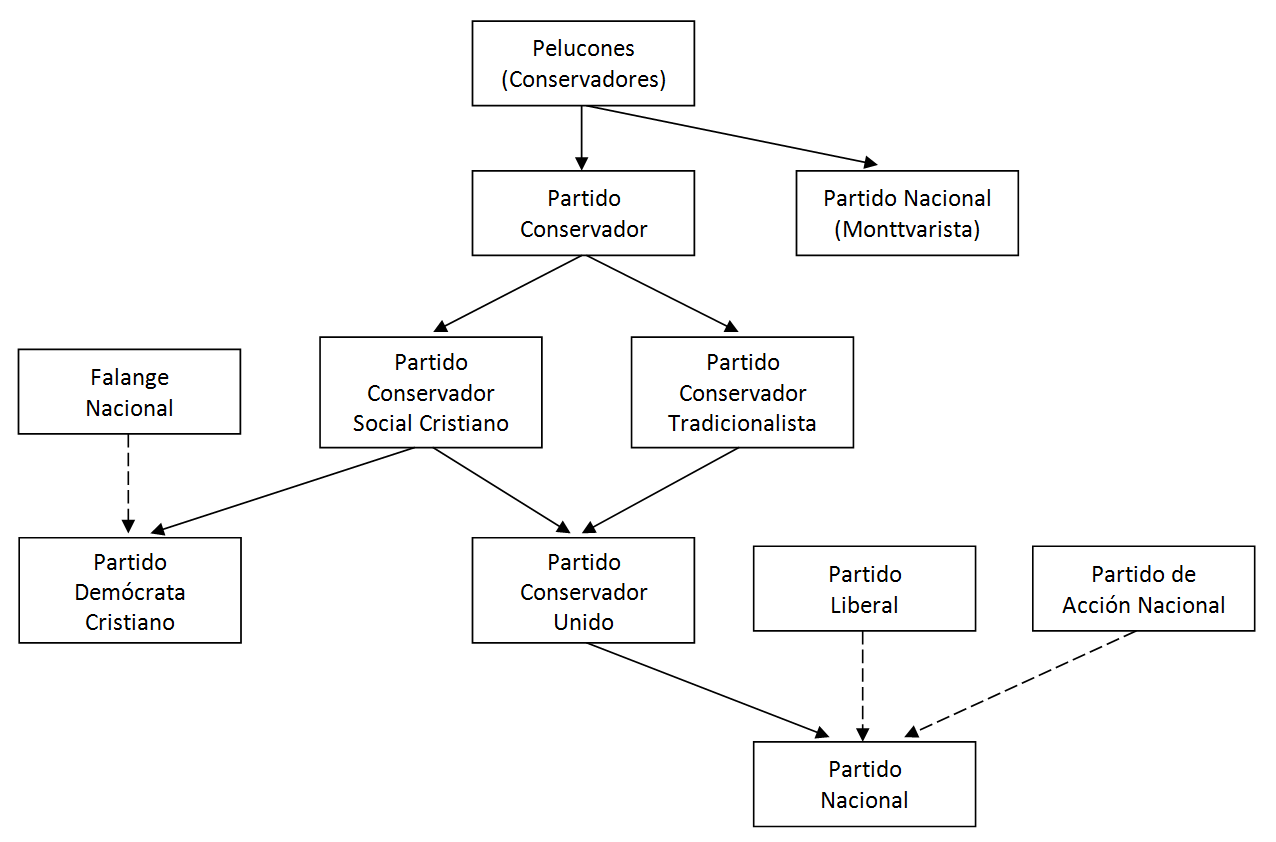
Esquema que muestra las divisiones del conservadurismo chileno.

Los conservadores, liberales y radicales acordaron apoyar al liberal Emiliano Figueroa en la elección presidencial de 1925. Figueroa ganó de manera aplastante la elección. Sin embargo, la presión que ejercía Ibáñez llevó a la renuncia de Figueroa, y en 1927 se convocaron nuevas elecciones. El Partido Conservador decidió no participar, e Ibáñez ganó con el 98 % de los votos.
Durante la dictadura de Ibáñez, el Congreso fue disuelto. Finamente, en 1930, Ibáñez llamó a los líderes de los partidos políticos a una reunión en las Termas de Chillán. Para evitar una victoria de sus opositores, Ibáñez pidió a cada partido nominar potenciales diputados y senadores. Entonces, el mismo Ibáñez designó una Cámara de Diputados y un Senado. En este Congreso, conocido como el Congreso Termal, los conservadores recibieron solo 24 escaños en la Cámara de 133 disponibles. En el Senado, obtuvieron 10 de 42.
Ibáñez fue incapaz de resolver los problemas surgidos tras la Gran Depresión, y abandonó el país en 1931. Los conservadores, liberales y radicales acordaron apoyar a Juan Esteban Montero (radical) en la elección presidencial. Montero ganó, pero tampoco fue capaz de solucionar los problemas económicos de Chile. Incluso su propio partido le quitó su apoyo. Apoyado solo por liberales y conservadores, Montero fue depuesto por un golpe militar liderado por el socialista Marmaduque Grove. Grove a su vez fue depuesto por un contragolpe liderado por el radical Carlos Dávila. En medio del caos político, Dávila renunció y fue reemplazado por Bartolomé Blanche, quien restableció la democracia.
Se realizó una nueva elección presidencial en 1932. El candidato del Partido Conservador, Héctor Rodríguez de la Sotta, finalizó en tercer lugar con el 14% de los votos. Sin embargo, el candidato ganador, Arturo Alessandri, también era derechista y recibió el apoyo de los conservadores durante su mandato.
Durante la segunda presidencia de Alessandri, se forma la primera Juventud del partido, la cual se orienta principalmente en torno a principios socialcristianos. Parte importante de esta juventud se separa del partido en 1938 bajo el nombre de Falange Nacional, que posteriormente daría paso a la creación del Partido Demócrata Cristiano.

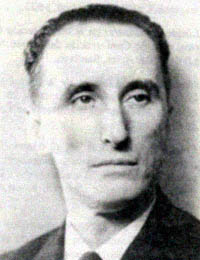
Eduardo Cruz-Coke, candidato conservador en la elección presidencial de 1946.

En la elección presidencial de 1938, el candidato de la derecha, Gustavo Ross, apoyado por liberales y conservadores, fue derrotado por el radical Pedro Aguirre Cerda. Los conservadores y liberales eran en ese entonces similares ideológicamente, pero rehúsaron unirse. Además, a pesar de la formación de la Falange Nacional, algunos socialcristianos se mantuvieron en el Partido Conservador.
La elección presidencial de 1942 fue otro momento de división para la derecha chilena. Los partidos Conservador y Liberal acordaron apoyar la candidatura de Carlos Ibáñez. Sin embargo, los elementos pro-Alessandri en ambos partidos rechazaron apoyar al exdictador. Estos grupos se separaron y formaron el Movimiento Liberal Antifascista, y apoyaron al candidato radical Juan Antonio Ríos, quien triunfó.
Los partidos Conservador y Liberal fueron incapaces de acordar una candidatura conjunta para la elección presidencial de 1946. Los conservadores presentaron a Eduardo Cruz-Coke, quien terminó en segundo lugar detrás del radical Gabriel González Videla. Durante la presidencia de González, los conservadores lograron una breve estadía en el poder cuando el gobernante rompió relaciones con el Partido Comunista, que lo había apoyado anteriormente.
En medio de la campaña para la elección complementaria de un senador por O'Higgins y Colchagua, que se llevó a cabo el 26 de junio de 1949 para llenar el escaño vacante tras la muerte de Miguel Cruchaga Tocornal, las divergencias entre los 2 sectores del partido se acentuaron al punto de que cada facción presentó un candidato. El 15 de mayo de 1949 el Partido Conservador sufrió un quiebre definitivo, en el que los elementos socialcristianos crearon el Partido Conservador Social Cristiano (PCSC) y sus oponentes crearon el Partido Conservador Tradicionalista (PCT). Este último se reunificaría con un sector del PCSC el 15 de diciembre de 1953 para formar el Partido Conservador Unido.

## Juventud Conservadora
La Juventud Conservadora fue la rama juvenil del Partido Conservador, y tuvo su primer antecedente en 1933 como Centro de Estudiantes Conservadores, el cual fue conformado con base en tres objetivos:
- El ingreso de los jóvenes católicos en el Partido Conservador.
- La fiel observancia de la doctrina de la Iglesia.
- Un ataque al sufrimiento y la miseria que afligían al país.

En octubre de 1935 el Centro de Estudiantes realizó una convención nacional con más de dos mil delegados, reformulándose como Movimiento Nacional de la Juventud Conservadora (MNJC), y dando inicio a un proceso de renovación ideológica en torno a principios corporativistas y socialcristianos, que le llevó a una creciente divergencia con respecto a los lineamientos del Partido Conservador. A ello se sumaba que, desde su fundación, la adhesión a la Juventud no llevaba consigo la obligación de militar en el partido. Durante esta época desarrolla, además, estrechos lazos con las Juventudes de Acción Popular en España.
En 1936, bajo el liderazgo de José Ignacio Palma, el MNJC comienza a utilizar el nombre de Falange Nacional, y a desarrollar una identidad partidista propia, lo que promueve el surgimiento de otras organizaciones juveniles rivales al interior del conservadurismo, entre las que destaca una nueva Juventud Conservadora liderada por Sergio Fernández Larraín en 1937. Desde estos nuevos espacios se reconocía el aporte del MNJC en atraer jóvenes al partido, así como en evitar que estos engrosaran las filas del nacional-socialismo. Sin embargo, se cuestionaba su falta de sumisión frente al liderazgo nacional del partido, así como su desviación ideológica hacia posiciones no compartidas por este.
Finalmente en 1938, producto de su negativa de apoyar la candidatura presidencial del liberal Gustavo Ross, Falange Nacional se separa del partido, siendo reemplazada en su rol formativo por la Juventud fundada el año anterior. Esta formación fue presidida por futuras figuras de relevancia en la política nacional, como Jorge Prat, Sergio Diez, Francisco Bulnes Sanfuentes y el propio Fernández, y subsistió hasta 1966, año en que fue reemplazada por la Juventud Nacional.

## Estructura
| Nombre                          | Inicio | Fin  |
| ------------------------------- | ------ | ---- |
| Joaquín Tocornal Jiménez        | 1857   |      |
| Víctor García Reyes             |        |      |
| Manuel Antonio Tocornal Grez    |        |      |
| Pedro Fernández Concha          |        |      |
| Manuel José Irarrázaval         |        |      |
| Abdón Cifuentes Espinoza        |        |      |
| Domingo Fernández Concha        | 1878   | 1884 |
| Rafael Larraín Moxo             | 1884   | 1885 |
| Maximiano Errázuriz Valdivieso  | 1885   | 1888 |
| Manuel José Irarrázaval Larraín | 1888   | 1891 |
| Alejandro Vial Guzmán           | 1891   | 1895 |
| Carlos Walker Martínez          | 1895   | 1909 |
| José Tocornal Jordán            | 1909   | 1913 |
| Ventura Blanco Viel             | 1913   | 1916 |
| Alberto González Errázuriz      | 1916   | 1921 |
| Carlos Aldunate Solar           | 1921   | 1923 |
| Arturo Lyon Peña                | 1923   | 1930 |
| Exequiel González Cortés        | 1930   | 1931 |
| Rafael Gumucio Vergara          | 1931   | 1932 |
| Héctor Rodríguez de la Sotta    | 1932   | 1934 |
| Horacio Walker Larraín          | 1934   | 1941 |
| Fernando Aldunate Errázuriz     | 1941   | 1946 |
| Joaquín Prieto Concha           | 1946   | 1946 |
| Horacio Walker Larraín          | 1946   | 1949 |

## Convenciones
El Partido Conservador realizó 14 convenciones nacionales a lo largo de su historia. Hasta la XI Convención Nacional (1932), todas ellas se habían realizado en Santiago.
- I Convención Nacional: realizada el 22, 23 y 24 de diciembre de 1878. Encabezada por Domingo Fernández Concha, jefe del partido.
- II Convención Nacional: realizada el 25 de diciembre de 1885. Encabezada por José Rafael Larraín Moxó, dirigente del partido.
- III Convención Nacional: realizada el 25 de diciembre de 1891. Encabezada por Alejandro Vial Guzmán, dirigente del partido.
- IV Convención Nacional: realizada el 21 y 22 de septiembre de 1895. Encabezada por Carlos Walker Martínez, presidente del partido.
- V Convención Nacional: realizada el 22, 23 y 24 de diciembre de 1901. Encabezada por Carlos Walker Martínez, presidente del partido.
- VI Convención Nacional: realizada el 25 de diciembre de 1909. Encabezada por José Tocornal Jordán, presidente del partido.
- VII Convención Nacional: realizada el 15, 16 y 17 de septiembre de 1913. Encabezada por Ventura Blanco Viel, presidente del partido.
- VIII Convención Nacional: realizada el 29, 30 de septiembre y 1 de octubre de 1918. Encabezada por Alberto González Errázuriz, presidente del partido.
- IX Convención Nacional: realizada el 19, 20 y 21 de noviembre de 1921. Encabezada por Carlos Aldunate Solar, presidente del partido.
- X Convención Nacional: realizada el 27, 28 y 29 de diciembre de 1929. Encabezada por Arturo Lyon Peña, presidente del partido.
- XI Convención Nacional: realizada el 24 y 25 de septiembre de 1932. Encabezada por Héctor Rodríguez de la Sotta, presidente del partido.
- XII Convención Nacional: realizada en Concepción el 30 y 31 de octubre y 1 de noviembre de 1937. Encabezada por Horacio Walker Larraín, presidente del partido.
- XIII Convención Nacional: realizada en Valparaíso el 6, 7 y 8 de diciembre de 1941. Encabezada por Fernando Aldunate Errázuriz, presidente del partido.
- XIV Convención Nacional: realizada en Santiago el 27, 28 y 29 de junio de 1947. Encabezada por Horacio Walker Larraín, presidente del partido.

## Resultados electorales

### Elecciones parlamentarias
|  | 19,83 % |

|  | 17,91 % |

|  | 21,31 % |

|  | 17,16 % |

|  | 22,46 % |

|  | 23,44 % |

- Nota: no se incluyen resultados de 1930 (Véase Congreso Termal).

### Elecciones municipales
|  | 26,28 % |

|  | 22,08 % |

|  | 16,41 % |

|  | 20,94 % |

|  | 20,19 % |

## Autoridades

### Presidentes de la República

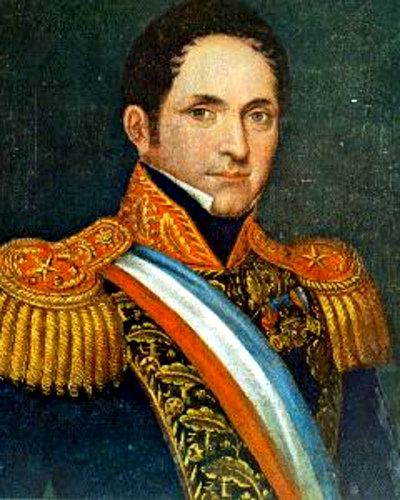
Joaquín Prieto 1831-1841
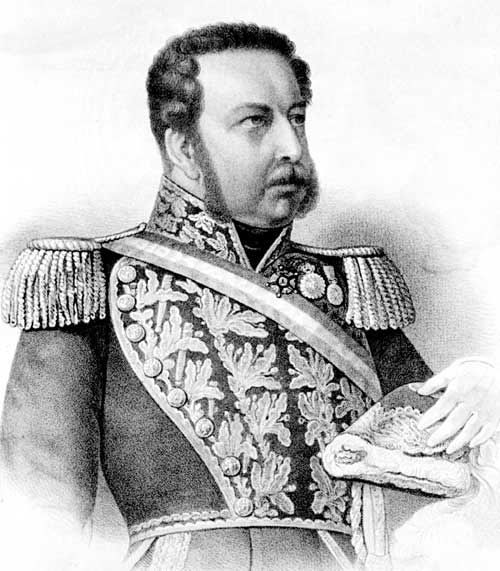
Manuel Bulnes 1841-1851
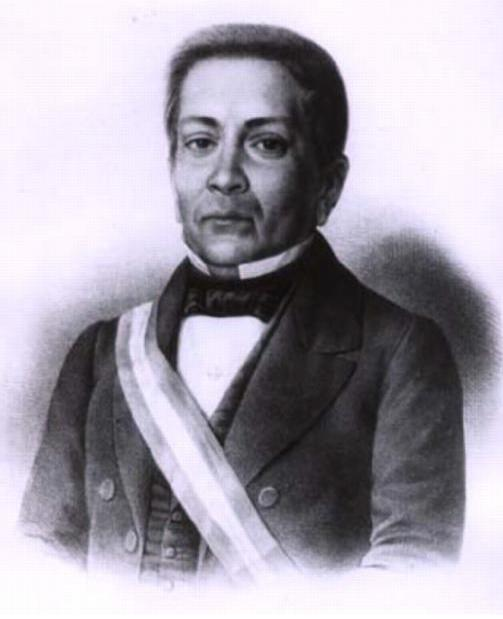
Manuel Montt 1851-1861